# Roberto Gayón
Roberto Pablo José Gayón Ramírez (* 11. März 1910 in San José, Costa Rica; † unbekannt), auch in der Schreibweise Roberto Gayon Márquez oder kurz Roberto Gayón, war ein mexikanischer Fußballspieler auf der Position eines Stürmers. Er war zuletzt für den Hauptstadtverein Club América und die mexikanische Fußballnationalmannschaft aktiv. Sein Spitzname war La Pulga (der Floh).

## Karriere

### Verein
Gayón wurde in San José auf Costa Rica als Kind mexikanischer Eltern geboren. Zwischen 1927 und 1932 spielte er für den Club América in Mexiko-Stadt und gewann mit dem Verein in seiner ersten Saison 1927/28 in der auf Amateurbasis ausgetragenen Primera Fuerza die Meisterschaft. Zwei Jahre später verzeichnete er mit der Vizemeisterschaft seinen letzten Erfolg auf Vereinsebene. Weitere Informationen zu seiner Karriere und Einzelheiten über den Rest des Lebens, geben die Quellen, wie auch zu vielen anderen Spielern aus dieser Zeit, jedoch nicht her. Es wird vermutet, dass er Anfang der 1940er Jahre in die Vereinigten Staaten ging.

### Nationalmannschaft
Der spanische Nationaltrainer der El Tri Juan Luque de Serrallonga, berief Gayón neben Alfredo Sánchez, Torhüter Isidoro Sota und den Brüdern Rafael und Francisco Garza Gutiérrez, aus den Kader von Atalante in das Aufgebot zur Fußball-Weltmeisterschaft 1930 in Uruguay. Hier gab er sein Debüt für die mexikanische Nationalmannschaft am 16. Juli 1930 gegen die Auswahl von Chile (3:0). Gayón war damit der erste nicht in Mexiko geborene Spieler, der an einer Weltmeisterschaft teilgenommen hat. In seinen zweiten Spiel gegen die Mannschaft aus Argentinien erzielte er in der 75. Minute sein einziges Tor gegen den argentinischen Torhüter Ángel Bossio. Damit war Gayón auch der erste in der Liste der aus Costa Rica stammenden Torschützen. Erst Juan Cayasso sollte bei der Fußball-Weltmeisterschaft 1990 in Italien das erste Tor für die Costa-ricanische Fußballnationalmannschaft erzielen. Nach der Weltmeisterschaft blieb die Nationalmannschaft Mexikos noch eine Weile in Südamerika, und Gayón bestritt mit der El Tri drei Freundschaftsspiele in Chile und zwei weitere in Peru.

### Erfolge
Verein
- Mexikanischer Meister: 1928